# Juanjo Puigcorbé
Juan José Puigcorbé Benaiges (Barcelona, 22 de julio de 1955), más conocido como Juanjo Puigcorbé, es un actor español de teatro, cine y televisión que también se ha desempeñado como político.
En junio de 2015 se incorporó como concejal al Ayuntamiento de Barcelona, adscrito al grupo de Esquerra Republicana de Cataluña. El 24 de julio de 2015 fue designado diputado delegado de Cultura de la Diputación Provincial de Barcelona. El 29 de junio de 2018 pasó a ser concejal no adscrito en el Ayuntamiento de Barcelona y diputado no adscrito en la Diputación. Tras la celebración de las elecciones locales de 2019, a las que no se presentó, abandonó todos sus cargos políticos.

## Biografía
Estudió en los jesuitas de Sarriá. Estuvo matriculado tres años en Filosofía y Letras y dos años de Ciencias Físicas en la Universidad Autónoma de Barcelona. Cursos que interrumpió y no se licenció para estudiar Interpretación en el Instituto del Teatro de Barcelona.

## Carrera
Comenzó a trabajar a los 17 años como actor, guionista y director de teatro, aunque finalmente se inclinó hacia la interpretación. Formó parte de varios grupos de teatro independiente, de la creación del Saló Diana, del Teatre Lliure, de la Compañía Adrià Gual, de la compañía de Núria Espert, y de otras compañías catalanas. Inauguró el Centro Dramático de Cataluña con el Peer Gynt de Henrik Ibsen. Obtuvo varios premios de teatro, entre ellos el Premio Nacional de Teatro de la Generalidad de Cataluña, en 1986. Destacan obras como:
- Peer Gynt, de Henrik Ibsen,
- Pel davant i pel darrera, de Michael Frayn,
- El príncipe de Homburgo, de Heinrich von Kleist,
- Hamlet, de William Shakespeare
- Lorenzaccio, de Alfred de Musset,
- Dalí, de Josep Maria Muñoz Pujol,
- Llamadas a medianoche, de Eric Bogosian,
- La alta Austria, de Franz Xaver Kroetz,
- La belle Hélène, de Jacques Offenbach,
- Las amistades peligrosas, de Christopher Hampton,
- Por un sí por un no,
- Frank V, de Friedrich Dürrenmatt.

Dirigió a su vez teatro y ópera, y fue guionista de cine en los años 1980.
Fue Vicepresidente de la Associació d´Actors i Directors de Catalunya y Vicepresidente fundacional de AISGE.
Ha acumulado una larga carrera en televisión, destacando sus interpretaciones en series históricas como Mariana Pineda, Goya o Miguel Servet, la sangre y la ceniza,  otras cómicas como Villarriba y Villabajo, Un chupete para ella,  otras policíacas como La huella del crimen y Pepe Carvalho, y otras dramáticas como Estudio 1, Un día volveré, Cuéntame cómo pasó y Amar en tiempos revueltos.
En 1988, dobló a John Malkovich en la película, "El imperio del sol"; el doblaje fue dirigido por Mario Gas en los estudios "Sonoblok", de Barcelona.
Su filmografía es muy extensa, destacando la diversidad y amplitud de géneros.
Se caracteriza por su compromiso a favor de la independencia de Cataluña.
En 2015 interpretó a Gattinara en la nueva serie Carlos, Rey Emperador.
Su actual pareja es la también actriz Lola Marceli.

## Política
En marzo de 2015, el partido Esquerra Republicana de Catalunya (ERC) anunció que sería el «número 2» de su lista para las elecciones municipales de Barcelona de 2015. El 13 de junio de 2015 tomó posesión de su acta de concejal, y al cabo de pocas semanas es nombrado también Diputado de Cultura del gobierno de la Diputación de Barcelona. En junio de 2018 anunció su dimisión presionado por ERC, pues en caso de no hacerlo, alguien publicaría un «supuesto informe provisional de recursos humanos» en donde se le acusaba anónimamente de provocar estrés a algunos trabajadores. Pero tras investigar el caso, conservó las actas y «ese alguien» entregó el «supuesto informe» a la prensa amiga. Pasó entonces a ser concejal y diputado no adscritos, y presentó un requerimiento a la Diputación de Barcelona para el esclarecimiento de los hechos. En noviembre Puigcorbé desveló en el Pleno del Consistorio y en varios Plenos de la Diputación, que tenía en su poder las pruebas que demuestran que ese «supuesto informe provisional de la Diputación» no era el informe oficial —aquel que reconocía explícitamente que el 93,7 % de los empleados estaba satisfecho con su dirección (el porcentaje más alto en muchos años)—, sino otro informe paralelo elaborado con opiniones anónimas, creado específicamente para perjudicarle, y encargado además por un alto funcionario de ERC de la Diputación, el cabeza de campaña y amigo personal de Alfred Bosch, el presidente de ERC del Ayuntamiento. Una acción calificada por el concejal de puñalada trapera y de maniobra vergonzosa sin precedentes en la historia de ambas Instituciones. Al concluir los cuatro años dejó la política, en la que había entrado únicamente, según sus palabras, para echar una mano a la actividad cultural.

## Filmografía parcial

### Películas
- 1978 La orgía
- 1979 La Mary Pickford del carrer de l'Hospital
- 1979 La Zona
- 1979 Salut i força al canut
- 1980 La quinta del porro
- 1980 Taxi (cortometraje)
- 1981 Barcelona Sur
- 1981 Les guillermines del rei Salomó
- 1981 Un drac, Sant Jordi i el cavaller Kaskarlata (cortometraje)
- 1981 En la mort d'Eulàlia Cervera
- 1981 La batalla del porro
- 1982 El vizconde de Clérambart
- 1982 El cantador
- 1983 El drama de les Camèlies
- 1983 Un genio en apuros
- 1984 Últimas tardes con Teresa
- 1984 Els milions del oncle
- 1985 Martí pare i fill
- 1985 La vaquilla
- 1986 Mi general
- 1986 Més enllà de la passió
- 1986 La especialidad de la casa (cortometraje)
- 1987 Material urbà
- 1987 El fascinerós és al replà
- 1987 Barrios altos
- 1988 Amanece como puedas?
- 1988 La diputada
- 1988 Suite
- 1989 El acto
- 1989 És quan dormo qui veig clar
- 1991 Cómo ser mujer y no morir en el intento
- 1991 Un paraguas para tres
- 1991 ¿Lo sabe el ministro?
- 1991 El crimen de Perpignan
- 1992 La reina anónima
- 1992 Salsa rosa
- 1993 Rosa rosae
- 1993 Le journal de Lady M
- 1993 El somni de Maureen
- 1993 Los de enfrente
- 1993 Mi hermano del alma
- 1993 Rosa rosae
- 1993 Todos los hombres sois iguales
- 1994 Justino, un asesino de la tercera edad
- 1994 Una chica entre un millón
- 1995 Gran Slalom
- 1996 Amores que matan
- 1996 El amor perjudica seriamente la salud
- 1996 El dedo en la llaga
- 1996 Mirada líquida
- 1997 Les disparus de Sierra Madre
- 1997 Airbag
- 1997 Al límite
- 1997 Corazón loco
- 1997 No se puede tener todo
- 1997 Suerte
- 1998 Novios
- 1998 La mirada del otro
- 1999 Tal com éramos"-Pepe Carvalho
- 1999 Alla ricerca di Sheherazade"-Pepe Carvalho
- 1999 La solitude du manager"-Pepe Carvalho
- 1999 Padre Padrone"-Pepe Carvalho
- 1999 El hermano pequeño
- 1999 El delantero centro fue asesinado al amanecer
- 2002 Amnesia
- 2002 Bala perdida
- 2003 Cita mortal a l´Up & Down-Pepe Carvalho
- 2003 Besos de gato
- 2003 Trileros
- 2003 La vida aquí
- 2004 Inconscientes
- 2004 Le prix-Pepe Carvalho
- 2004 La Rosa de Alejandría-Pepe Carvalho
- 2004 Els mars del Sud-Pepe Carvalho
- 2007 Pacient 33
- 2008 Se ven de
- 2008 El caso Wanninkhof
- 2008 Rivales
- 2008 La conjura de El Escorial
- 2009 El crimen de los marqueses de Urquijo
- 2010 Sofía
- 2010 Felipe y Letizia
- 2010 El discípulo
- 2011 La chispa de la vida
- 2011 Ni pies ni cabeza
- 2012 La Venta del Paraíso
- 2014 Sonata per a violoncel
- 2014 Barcelona 1714

### Series de televisión
| Año             | Título                               | Cadena    | Personaje               | Episodios     |
| --------------- | ------------------------------------ | --------- | ----------------------- | ------------- |
| 1977            | Històries obertes                    |           |                         | 1 episodio    |
| 1977            | Terra d'escudella                    |           |                         | 3 episodios   |
| 1980-1981       | Quitxalla                            |           |                         | 10 episodios  |
| 1984            | Proceso a Mariana Pineda             | La 1      | Teniente Alba           | 5 episodios   |
| 1984            | Digui, digui                         | TV3       |                         | 15 episodios  |
| 1985            | Goya                                 | La 1      |                         | 6 episodios   |
| 1985            | En escena:100 anys de teatre català  | TV3       |                         | 1 episodio    |
| 1986            | Planeta imaginario                   | La 1      | Alquimista              | 1 episodio    |
| 1987            | Històries de cara i creu             | TV3       |                         | 1 episodio    |
| 1988            | A l'est del Besòs                    | TV3       | Sr. Damià               | 1 episodio    |
| 1989            | Miguel Servet, la sangre y la ceniza | La 1      | Miguel Servet           | 7 episodios   |
| 1991            | Réquiem por Granada                  | La 1      | Cristóbal Colón         | 8 episodios   |
| 1992            | Menos lobos                          | La 1      |                         | 1 episodio    |
| 1992            | Crónicas del mal                     | La 1      | Luis                    | 1 episodio    |
| 1993            | Un día volveré                       | La 1      | Augusto Rey             | 2 episodios   |
| 1994-1995       | Villarriba y Villabajo               | La 1      | Pepe Ulloa              | 25 episodios  |
| 2000            | Jacinto Durante, representante       | La 1      |                         | 1 episodio    |
| 2000-2001       | Un chupete para ella                 | Antena 3  | Jorge Vidal             | 27 episodios  |
| 2004-2005       | A tortas con la vida                 | Antena 3  | Juan Luis               | 23 episodios  |
| 2005            | Aquí no hay quien viva               | Antena 3  | Juan Luis               | 1 episodio    |
| 2006            | Profesor en la Habana                | FORTA     | Pepe                    | 1 episodio    |
| 2006-2007; 2011 | Cuéntame cómo pasó                   | La 1      | Rafael Prieto           | 15 episodios  |
| 2008            | El caso Wanninkhof                   | La 1      | Palacios                | 2 episodios   |
| 2010            | Felipe y Letizia                     | Telecinco | Juan Carlos I de España | 2 episodios   |
| 2011            | Sofía                                | Telecinco | Juan Carlos I de España | 2 episodios   |
| 2011-2012       | Cuñados                              | Telecinco | Ramón García Castillejo | 11 episodios  |
| 2011-2012       | Amar en tiempos revueltos            | La 1      | Domingo Vallejo         | 256 episodios |
| 2015            | Carlos, Rey Emperador                | La 1      | Mercurino Gattinara     | 9 episodios   |
| 2023            | Entre tierras                        | Antena 3  | Ramón Cervantes Montero | 7 episodios   |
| 2024            | Machos alfa                          | Netflix   | Román                   | 3 episodios   |
| 2024-presente   | Sueños de libertad                   | Antena 3  | Pedro Carpena           | ¿? episodios  |
| 2025            | Weiss & Morales                      | La 1      | Gustavo                 | 4 episodios   |

## Premios y nominaciones
Premios Fotogramas de Plata
| Año  | Categoría                 | Trabajo                                           | Resultado |
| ---- | ------------------------- | ------------------------------------------------- | --------- |
| 1991 | Mejor actor de televisión | La huella del crimen 2: El crimen de Perpignan    | Nominado  |
| 1992 | Mejor actor de cine       | Un paraguas para tres La reina anónima Salsa rosa | Nominado  |
| 1994 | Mejor actor de televisión | Villarriba y Villabajo                            | Ganador   |
| 2000 | Mejor actor de televisión | Un chupete para ella Pepe Carvalho                | Ganador   |

Premios de la Unión de Actores
| Año  | Categoría                                       | Trabajo                | Resultado |
| ---- | ----------------------------------------------- | ---------------------- | --------- |
| 2001 | Mejor interpretación protagonista de televisión | Un chupete para ella   | Nominado  |
| 1994 | Mejor interpretación protagonista de televisión | Villarriba y Villabajo | Ganador   |

Premios Sant Jordi de Cine
| Año  | Categoría           | Trabajo             | Resultado |
| ---- | ------------------- | ------------------- | --------- |
| 1994 | Mejor actor español | Mi hermano del alma | Ganador   |

Festival de Cine de Sitges
| Año  | Categoría                                | Trabajo       | Resultado |
| ---- | ---------------------------------------- | ------------- | --------- |
| 1986 | Premio Caixa de Catalunya al mejor actor | Pasión lejana | Ganador   |

Festival Internacional de Cine de Comedia de Peñíscola
| Año  | Categoría   | Trabajo    | Resultado |
| ---- | ----------- | ---------- | --------- |
| 1992 | Mejor actor | Salsa rosa | Ganador   |

Festival Internacional de Cine de Huesca
| Año  | Premio                  | Resultado |
| ---- | ----------------------- | --------- |
| 2001 | Premio Ciudad de Huesca | Ganador   |

Premios TP de Oro
| Año  | Categoría                 | Trabajo                | Resultado |
| ---- | ------------------------- | ---------------------- | --------- |
| 1994 | Mejor actor de televisión | Villarriba y Villabajo | Nominado  |
| 2000 | Mejor actor de televisión | Un chupete para ella   | Nominado  |
| 2001 | Mejor actor de televisión | Un chupete para ella   | Nominado  |

Otros
- Premio "Máscara Polifemo" del Festival de Cine de Taormina por Un paraguas para tres (1992).
- Premio de Cinematografía de la Generalidad de Cataluña al «Mejor Actor» por Los de enfrente (1993).
- Premio Barcelona de Cine al «Millor Actor» por Inconscientes (2004).